# Benoît Le Coffre

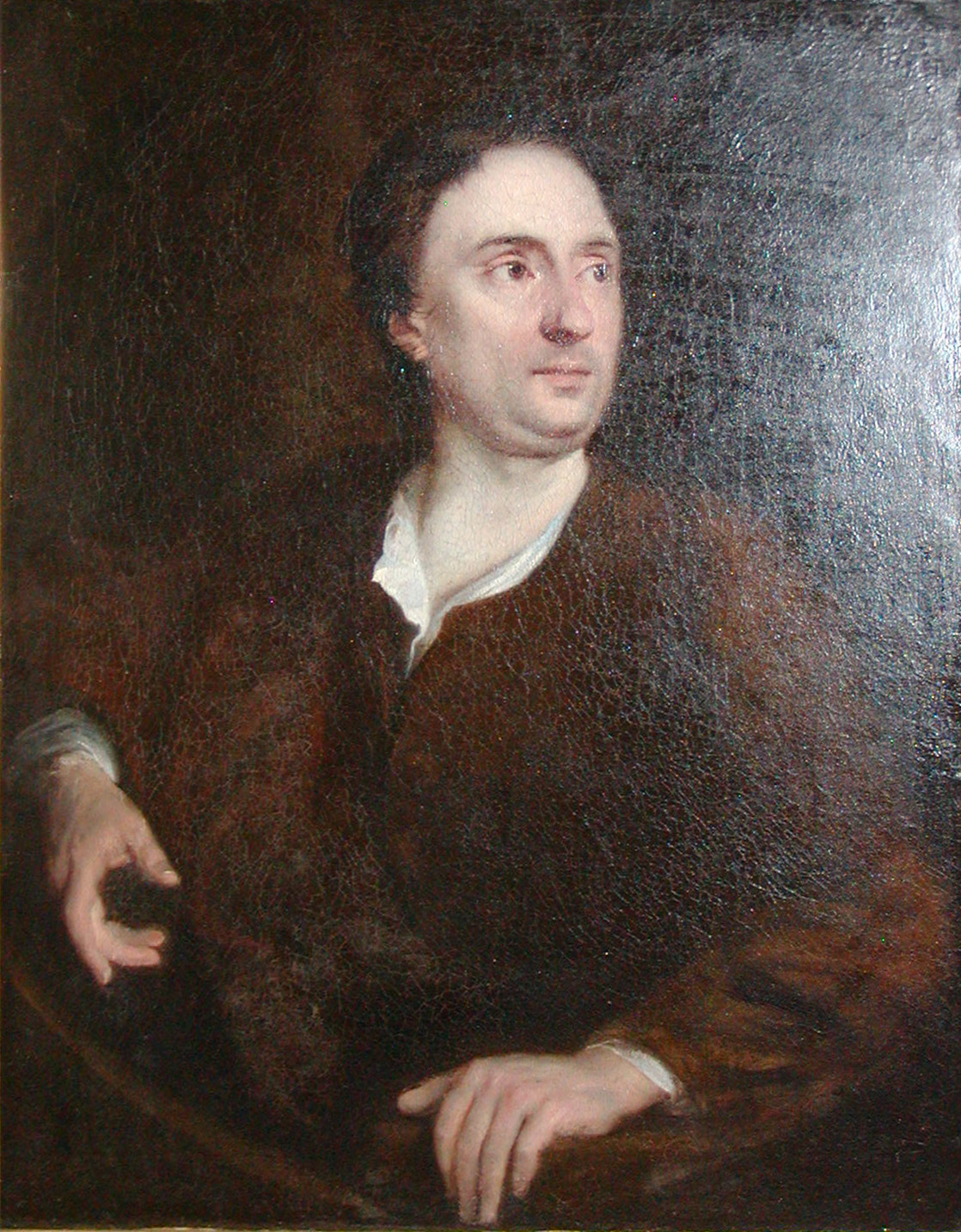
Selbstbildnis Benoît Le Coffre

Benoît Le Coffre (* 1671 in Kopenhagen; † 1722 ebenda) war ein dänischer Maler französischer Abstammung. 1700 wurde er Hofmaler am Dänischen Hof und gilt als einer der ersten Vertreter des Rokoko in Dänemark.

## Leben
Benoît Le Coffre war der Sohn des in Kopenhagen lebenden Stuckateurs und Wachsbossierers Claude le Coffre aus Le Mans. Er wurde von seinen Eltern zur Ausbildung als Kunstmaler nach Paris geschickt. 1692 wurde dort sein Gemälde Abraham verstößt Hagar und Ismael mit dem Prix de Rome ausgezeichnet und 1693 durch die Académie royale de peinture et de sculpture einem Lhotier als Dank für geleistete Dienste geschenkt. 1696 zurück in Dänemark porträtierte er Niels Juel. Für König Christian V. von Dänemark schuf er Deckengemälde im Schloss Eremitagen nördlich von Kopenhagen im Jægersborg Dyrehave. Als Hofmaler von König Friedrich IV. von Dänemark wirkte er in dessen Neubauten.

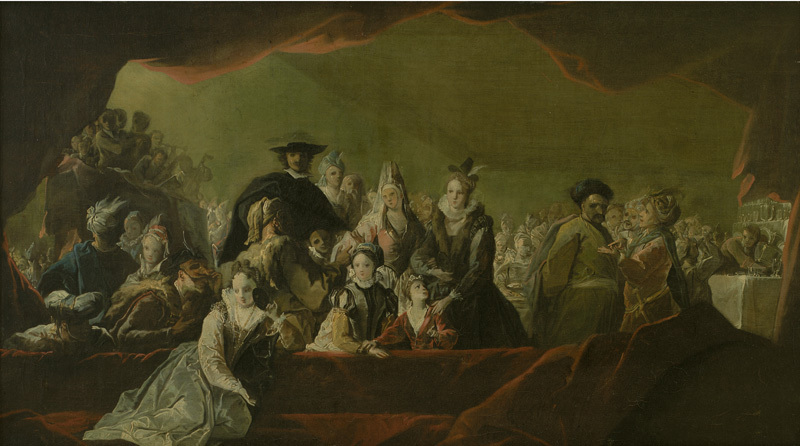
Maskenball, Gemälde im Statens Museum for Kunst (1704)

Eines seiner bekannten Werke war Gemälde Maskenball (1704) auf Schloss Frederiksborg; eine Studie mit gleichem Titel befindet sich im Statens Museum for Kunst. Le Coffre wird im Wettstreit mit dem weiteren Hofmaler seiner Zeit Hinrich Krock als der substantiellere von beiden Malern hervorgehoben, dennoch erreichte er in Dänemark nicht die Bedeutung und Anerkennung Krocks. Le Coffre war Lehrer von Ismael Mengs und Johann Harper. Nach seinem Tode wurde er in der Trinitatis Kirke bestattet.